# Hakim Sahabo
Hakim Sahabo (Bruxelles, 16 giugno 2005) è un calciatore ruandese con cittadinanza belga, centrocampista dello Standard Liegi e della nazionale ruandese.

## Biografia
È nato in Belgio da padre burundese e madre ruandese.

## Carriera

### Club
Cresciuto nel settore giovanile del Lilla, nel 2022 ha debuttato con la seconda squadra.

### Nazionale
Il 17 novembre 2022 ha esordito con la nazionale ruandese, disputando l'amichevole pareggiata 0-0 contro il Sudan.

## Statistiche

### Presenze e reti nei club
Statistiche aggiornate al 22 marzo 2023.
| Stagione        | Squadra         | Campionato      | Campionato | Campionato | Coppe nazionali | Coppe nazionali | Coppe nazionali | Coppe continentali | Coppe continentali | Coppe continentali | Altre coppe | Altre coppe | Altre coppe | Totale | Totale |
| Stagione        | Squadra         | Comp            | Pres       | Reti       | Comp            | Pres            | Reti            | Comp               | Pres               | Reti               | Comp        | Pres        | Reti        | Pres   | Reti   |
| --------------- | --------------- | --------------- | ---------- | ---------- | --------------- | --------------- | --------------- | ------------------ | ------------------ | ------------------ | ----------- | ----------- | ----------- | ------ | ------ |
| 2021-2022       | Lilla 2         | N3              | 7          | 0          |                 | -               | -               |                    | -                  | -                  |             | -           | -           | 7      | 0      |
| Totale carriera | Totale carriera | Totale carriera | 7          | 0          |                 | -               | -               |                    | -                  | -                  |             | -           | -           | 7      | 0      |

### Cronologia presenze e reti in nazionale
| Cronologia completa delle presenze e delle reti in nazionale ― Ruanda | Cronologia completa delle presenze e delle reti in nazionale ― Ruanda | Cronologia completa delle presenze e delle reti in nazionale ― Ruanda | Cronologia completa delle presenze e delle reti in nazionale ― Ruanda | Cronologia completa delle presenze e delle reti in nazionale ― Ruanda | Cronologia completa delle presenze e delle reti in nazionale ― Ruanda | Cronologia completa delle presenze e delle reti in nazionale ― Ruanda | Cronologia completa delle presenze e delle reti in nazionale ― Ruanda |
| Data                                                                  | Città                                                                 | In casa                                                               | Risultato                                                             | Ospiti                                                                | Competizione                                                          | Reti                                                                  | Note                                                                  |
| --------------------------------------------------------------------- | --------------------------------------------------------------------- | --------------------------------------------------------------------- | --------------------------------------------------------------------- | --------------------------------------------------------------------- | --------------------------------------------------------------------- | --------------------------------------------------------------------- | --------------------------------------------------------------------- |
| 17-11-2022                                                            | Kigali                                                                | Ruanda                                                                | 0 – 0                                                                 | Sudan                                                                 | Amichevole                                                            | -                                                                     | 59’                                                                   |
| 19-11-2022                                                            | Kigali                                                                | Ruanda                                                                | 1 – 0                                                                 | Sudan                                                                 | Amichevole                                                            | -                                                                     | 80’                                                                   |
| 19-3-2023                                                             | Adama                                                                 | Etiopia                                                               | 1 – 0                                                                 | Ruanda                                                                | Amichevole                                                            | -                                                                     | 64’                                                                   |
| 22-3-2023                                                             | Cotonou                                                               | Benin                                                                 | 1 – 1                                                                 | Ruanda                                                                | Qual. Coppa d'Africa 2023                                             | -                                                                     | 2’, 61’                                                               |
| 21-3-2025                                                             | Kigali                                                                | Ruanda                                                                | 0 – 2                                                                 | Nigeria                                                               | Qual. Mondiali 2026                                                   | -                                                                     | 58’                                                                   |
| Totale                                                                |                                                                       | Presenze                                                              | 5                                                                     |                                                                       | Reti                                                                  | 0                                                                     |                                                                       |